# Šentviška Gora
Šentviška Gora este o localitate din comuna Tolmin, Slovenia, cu o populație de 106 locuitori.